# 1-(2-联苯基)哌嗪
1-(2-联苯基)哌嗪是一种有机化合物，化学式为C16H18N2。它可由1-叔丁氧羰基-4-(2-溴苯基)哌嗪和苯硼酸在四(三苯基膦)钯催化下反应制得，或由2-氨基联苯和二(氯乙基)胺盐酸盐在碳酸钾和碘化钾存在下反应得到。它和N-苄基-6-溴己酰胺在碳酸钾存在下于乙腈中回流反应，可以得到N-苄基-(4-联苯-2-基)哌嗪己酰胺。